# Miren Gorrotxategi
Miren Edurne Gorrotxategi Azurmendi (Abadiano, Vizcaya, 18 de septiembre de 1967) es una jurista, profesora universitaria y política española. 
Actualmente es diputada del Parlamento Vasco y líder y portavoz del grupo parlamentario Elkarrekin Podemos-IU en el parlamento autonómico desde el año 2020. Anteriormente fue senadora en el Senado de España (2016-2019) y también diputada en el Congreso de los Diputados (mayo de 2019-septiembre de 2019). 
Es profesora titular de escuela universitaria de Derecho Constitucional en la Universidad del País Vasco desde 1996.

## Biografía
Nació en Abadiño, en el seno de una tradicional familia vascoparlante (euscaldún), siendo el euskera su lengua materna, y siendo la mayor de cuatro hermanos. Se licenció en Derecho en la Universidad del País Vasco en 1991 (1987-1991) y después se diplomó en Derecho Medioambiental también en la Universidad del País Vasco.
En 1992 comenzó como profesora universitaria en la Universidad del País Vasco. En 1996 se convirtió en profesora titular de escuela universitaria en el área de Derecho Constitucional (figura para la cual no era necesario el doctorado en aquella época). Es profesora universitaria de Derecho constitucional tanto en la Facultad de Derecho como en la Facultad de Ciencias Sociales y Políticas, impartiendo sus clases en euskera. Como miembro de PDI, desempeñó el cargo de secretaria de la Junta de la Facultad de Ciencias Sociales y Políticas. En el año 2016 pidió el paso a servicios especiales (excedencia funcionarial), cuando se incorporó al Senado de España como senadora (excedencia forzosa por cargo público).
Como jurista, está especializada en el Derecho medioambiental, en la gestión de la diversidad cultural, en las minorías, en el interculturalismo y en las lenguas.

## Trayectoria política
Miembro de Podemos-Ahal Dugu por la candidatura de Euskal Hiria, fue elegida senadora por Vizcaya en 2015 y reelegida en 2016. Fue la candidata del Grupo Parlamentario Confederal Unidos Podemos-En Comú Podem-En Marea del Senado para ser la presidenta del Senado de España, pero al final fue el candidato Pío García-Escudero quien lo consiguió con la mayoría absoluta de votos de su partido, el Partido Popular.
Forma parte del denominado "sector crítico" de Podemos (afín a Pablo Iglesias), junto con Juan Carlos Monedero y Pilar Garrido, y formó parte de la ejecutiva de Podemos-Euskadi junto con Roberto Uriarte. Es también miembro de la Comisión de Garantías Estatal de Podemos. En 2017 presentó su candidatura para liderar Podemos Euskadi, pero Lander Martínez ganó las primarias por unos pocos votos sucediendo a Nagua Alba. También colabora con el Huffington Post y Público.
En el Senado Gorrotxategi ha formado parte de la Diputación Permanente del Senado y ha sido portavoz de la Comisión Constitucional. También ha sido portavoz de la Comisión de Hacienda y Administraciones Públicas, vocal de la Comisión de Reglamento, vocal de la Comisión de Suplicatorios y vocal de la Comisión mixta de la Unión Europea. Ha sido ponente en la Ponencia de la Comisión de Suplicatorios en relación con la Causa Especial seguida contra el senador Iñaki Goioaga Llano y vocal suplente en la Delegación española en la Asamblea Parlamentaria del Consejo de Europa.
En las elecciones generales de España de abril de 2019 fue elegida como diputada en el Congreso de los Diputados por Podemos, junto con Pilar Garrido y Roberto Uriarte.

## Candidata a lendakari

### Candidata a lendakari (2020)

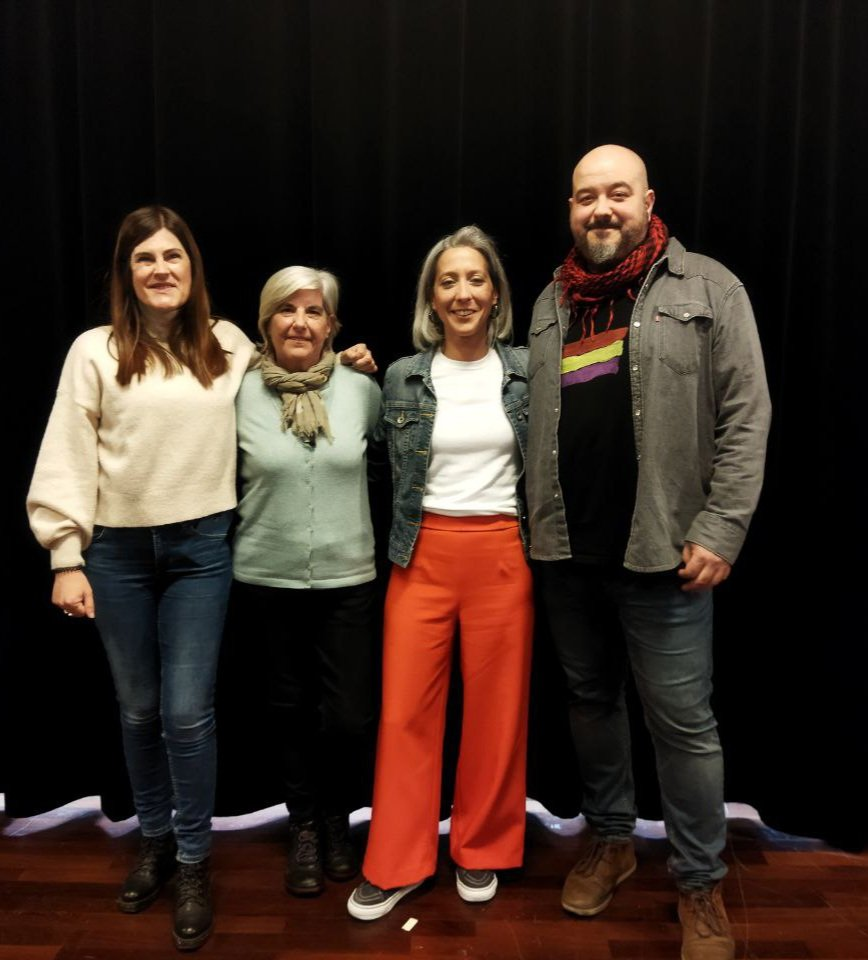
Miren Gorrotxategi, Inma Arias, Eneritz de Madariaga y Richar Vaquero (Bilbao, 2023). Campaña electoral de las elecciones forales de 2023.

En el año 2020, Gorrotxategi, fue elegida candidata de Podemos a lendakari para las elecciones al Parlamento Vasco de 2020, tras enfrentarse a la «errejonista» Rosa Martínez en las elecciones primarias del partido.
En el año 2020, Gorrotxategi se convirtió en candidata a lehendakari y Pilar Garrido se convirtió en la secretaria general de Podemos Euskadi, sucediendo a Lander Martínez.
Lander Martínez, afín a Iñigo Errejón y al denominado sector «errejonista» (que derivó en la creación de Más País). dimitió al perder las elecciones primarias de Podemos Euskadi junto a la candidata a lehendakari de su equipo Rosa Martínez (también «errejonista»), frente al denominado sector «pablista» encabezado por Miren Gorrotxategi y Pilar Garrido (afines a Pablo Iglesias), llegando a denominarse incluso «candidata a lehendakari de Pablo Iglesias» a Gorrotxategi, por representar al sector «pablista» dentro del partido

Finalmente Rosa Martínez (del sector «errejonista») se dio de baja del partido, y Lander Martínez (también «errejonista») terminó en el partido político Movimiento Sumar y siendo parte de núcleo duro de Yolanda Díaz e Iñigo Errejón.

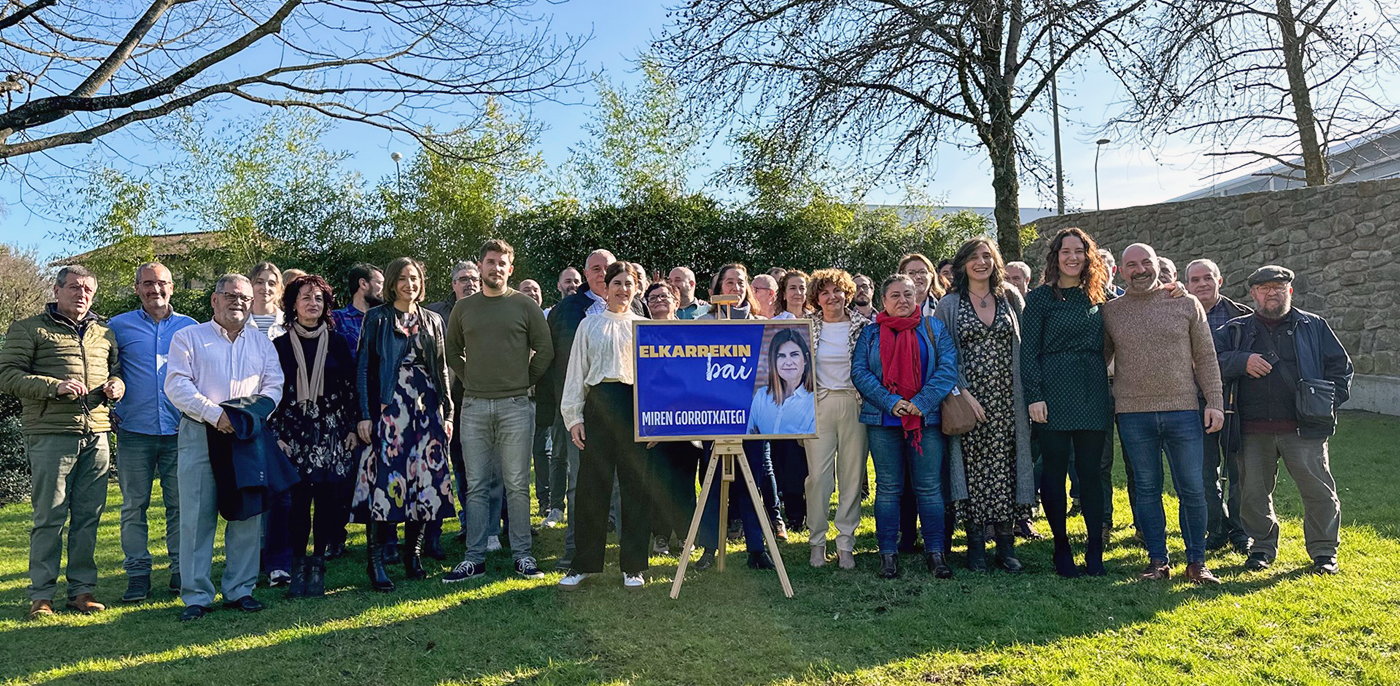
Presentación pública de la candidatura de Miren Gorrotxategi a las elecciones primarias de Podemos Euskadi, para las elecciones al Parlamento Vasco de 2024 (Durango, 2024). Entre otros, los candidatos a parlamentarios de la candidatura, Oihane Mestraitua, Sabina Méndez, Garbiñe Ruiz, Fontxo Arroyo, David Soto, Miren Gorrotxategi, Ander Jiménez, Richar Vaquero, Montserrat Roca, Pilar Garrido, Soraya Pereira, Miren Echeveste, Arkaitz Gorritxo.

En las elecciones al Parlamento Vasco de 2020, Gorrotxategi fue la candidata a lendakari por la coalición electoral Elkarrekin Podemos (formada por Podemos Euskadi, Ezker Anitza-IU y Equo). Salió electa diputada del Parlamento Vasco. Ejerce de líder y portavoz del grupo parlamentario Elkarrekin Podemos-IU en el Parlamento Vasco.

### Candidata a lendakari (2024)
En las elecciones al Parlamento Vasco de 2024, Gorrotxategi fue elegida como candidata a lendakari por la coalición electoral Elkarrekin Podemos (formada por Podemos Euskadi y Alianza Verde). Dicha candidatura se quedo sin representación en el Parlamento Vasco.

## Vida personal
Vive en Durango. Está casada y tiene dos hijos. Es hermana del tenor Andeka Gorrotxategi. Se declara feminista, ecologista y euskaldun. Es apasionada de la filosofía política de la Revolución Francesa.